# 150-летие со дня рождения А. П. Чехова
150-летие со дня рождения А. П. Чехова — серия памятных монет Центрального банка Российской Федерации, посвящённых годовщине со дня рождения русского писателя.

Анто́н Па́влович Че́хов (17 (29) января 1860, Таганрог, Екатеринославская губерния (теперь Ростовская область) — 2 (15) июля 1904, Баденвайлер) — выдающийся русский писатель, драматург, по профессии врач. Почётный академик Императорской Академии наук по Разряду изящной словесности (1900—1902). Является общепризнанным классиком мировой литературы. Его пьесы, в особенности «Вишнёвый сад», на протяжении ста лет ставятся во многих театрах мира. Один из самых известных мировых драматургов.
За 26 лет творчества Чехов создал около 900 различных произведений (коротких юмористических рассказов, серьёзных повестей, пьес), многие из которых стали классикой мировой литературы. Особенное внимание обратили на себя «Степь», «Скучная история», «Дуэль», «Палата № 6», «Рассказ неизвестного человека», «Мужики» (1897), «Человек в футляре» (1898), «В овраге», «Детвора», «Драма на охоте»; из пьес: «Иванов», «Чайка», «Дядя Ваня», «Три сестры», «Вишнёвый сад».

## История выпуска
- 3 рублёвая монета 2009 г. из серебра 925 пробы. (аверс)
- 3 рублёвая монета 2009 г. из серебра 925 пробы. (реверс)
- 100 рублёвая монета 2009 г. из серебра 925 пробы. (аверс)
- 100 рублёвая монета 2009 г. из серебра 925 пробы. (реверс)

В данной серии четыре монеты. Все они относятся к памятным монетам из драгоценных металлов, в данном случае — из серебра и золота. Все монеты отчеканены в декабре 2009 года, однако в обращение монеты попали лишь в 2010 году к двухсотлетию со дня рождения Н. В. Гоголя.
- Монета из серебра 925 пробы номиналом 3 рубля тиражом 5000 штук.
- Монета из серебра 925 пробы номиналом 100 рублей тиражом 500 штук.
- Монета из золота 999 пробы номиналом 50 рублей тиражом 1500 штук.
- Монета из золота 999 пробы номиналом 200 рублей тиражом 500 штук.

- 50 рублёвая монета 2009 г. из золота 999 пробы. (аверс)
- 50 рублёвая монета 2009 г. из золота 999 пробы. (реверс)
- 200 рублёвая монета 2009 г. из золота 999 пробы. (аверс)
- 200 рублёвая монета 2009 г. из золота 999 пробы. (реверс)